# Japurá (Paraná)
Japurá is een gemeente in de Braziliaanse deelstaat Paraná. De gemeente telt 8.663 inwoners (schatting 2009).